# Scott megye (Missouri)
Scott megye az Amerikai Egyesült Államokban, azon belül Missouri államban található. Megyeszékhelye Benton, legnagyobb városa Sikeston. Lakosainak száma 38 059 fő (2020. április 1.). Scott megye Alexander, New Madrid, Mississippi, Stoddard és Cape Girardeau megyékkel határos.

## Népesség
A megye népességének változása:
| Lakosok száma | 39 253 | 39 166 | 39 188 | 39 290 | 39 008 | 38 059 |
|               | 2010   | 2011   | 2012   | 2013   | 2015   | 2020   |